# كابريس بينديتي
كابريس بينديتي (بالإنجليزية: Caprice Benedetti)‏ هي ممثلة أمريكية، ولدت في 1966 في سياتل في الولايات المتحدة.

## وصلات خارجية
- كابريس بينديتي على موقع IMDb (الإنجليزية)
- كابريس بينديتي على موقع أول موفي (الإنجليزية)
- كابريس بينديتي على موقع قاعدة بيانات الفيلم (الإنجليزية)